# Tekovské Nemce
Tekovské Nemce és un poble i municipi d'Eslovàquia que es troba a la regió de Nitra, al sud-oest del país. El 2011 tenia 1.059 habitants.

## Història
La primera menció escrita de la vila es remunta al 1275.

## Demografia
| Godina             | 1994 | 2004 | 2014   | 2024   |
| ------------------ | ---- | ---- | ------ | ------ |
| Nombre de persones | 1067 | 1067 | 1071   | 1029   |
| Diferència         |      | +0%  | +0,37% | −3,92% |

| Godina             | 2023 | 2024   |
| ------------------ | ---- | ------ |
| Nombre de persones | 1039 | 1029   |
| Diferència         |      | −0,96% |